# 芬兰LGBT权益
芬兰性少数者的权益在歐洲和世界都处于领先水平。根据ILGA的年度报告，芬兰的LGBT立法是欧洲最广泛和最发达的立法之一。与其他北欧国家相比，它排名靠前，仅次于邻国挪威。自1971年以来，男女同性性行为在芬兰都是合法的，但同时设置了更高的同意年龄及教唆罪名。在1981年不再列为疾病的一种。1999年教唆罪名废止，同时同意年龄和异性间性行为的同意年龄设为一致。1995年，在就业、提供商品和服务等领域基于性取向的歧视被定为刑事犯罪。在2005年，基于性别认同的歧视也被列入刑事犯罪。
同性婚姻及同性伴侣共同收养权于2014年在芬兰议会通过，并在2017年3月1日生效。此前，芬兰在2002年通过了注册伴侣关系的法律，这给了同性伴侣除在收养权和采用共同姓氏之外的所有权利。在2007年女同性恋伴侣允许进行人工受孕。在2009年所有同性伴侣可以繼親收养另一伴侣的小孩。跨性別可以在身份证件上合法地改变他们的性别。然而，与其他北欧国家不同的是，芬兰要求跨性別在申请改变法定性别之前，必须先进行绝育或不孕。
芬兰经常被认为是世界上对同性恋者最友好的国家之一，公众对同性恋者和同性关系的接受度很高。欧洲晴雨表2019年民调显示，80%的芬兰人认为男女同性恋和双性恋者应该享有与异性恋者相同的权利，76%的人支持同性婚姻。

## 跨性別和雙性人權益
在芬兰，想要改变护照、出生证明和身份证等官方文件上的法定性别的人必须进行绝育手术，或者因为「其他原因」而不能生育。2012年，芬兰社会事务和卫生部考虑对该法进行可能的修改。2017年，芬兰政府拒绝了联合国人权理事会提出的取消绝育要求的建议。2017年10月，由于没有足够的议员支持該項措施，一项修改该法的法案失败。委员会主席说，17个委员会成员中只有8个支持该法案。该法案由左翼联盟议员西尔维亚·莫迪格（Silvia Modig）在2016年提出，并在芬兰议会收集了85名议员的签名。
跨性别活动家、医学生萨克里斯·库皮拉（Sakris Kupila）拒绝接受这一程序，并与國際特赦組織一道要求修改法律，但遭到拒绝。跨性別还必须接受精神障碍诊断，以改变法定性别。
2019年，新当选的林内内阁公布了未来4年的立法计划。它包括取消对性别变化的绝育要求，并禁止对雙性婴儿进行性別指定手术。

## 獻血
在2013年12月芬兰医药安全及开发中心改变其有关献血的规定，取消了以前永久禁止男男性接触人群献血的规定，但设置了在一年的列管期（无性行为）后方可捐血条件。

## 总结
| 項目                                                     | 合法性                                          |
| -------------------------------------------------------- | ----------------------------------------------- |
| 同性性行為合法化                                         | 自1971年                                        |
| 性別重置權力                                             | 自2002年                                        |
| 同性戀者得合法公開在軍界服務                             | 是                                              |
| 同意年齡平等化                                           | 自1999年（16歲）                                |
| 將同性戀排除於心理疾病                                   | 自1981年                                        |
| 反歧視法適用於所有領域（包括：仇恨言論）                 | 自1999年（就业、商品和服务），自2005年所有领域  |
| 承認同性伴侶關係                                         | 自2002年                                        |
| 同性婚姻                                                 | 自2017年3月                                     |
| 同性伴侶之共同領養及繼子女領養皆為合法                   | 自2009年（继子女领养），自2017年3月（共同领养） |
| 已婚或伴侶關係穩定之女同性戀者進行體外人工受精之合法管道 | 自2006年                                        |
| 小孩出生后伴侣双方自动获得双亲权                         | 否                                              |
| 男同性伴侣的商业性代孕                                   | （对所有伴侣皆为违法）                          |
| 立法禁止对为成年人施行性取向治疗                         | 否                                              |
| 允許男男性接觸者（MSM）進行捐血                          | / 自2013年，但列管期1年                         |